# District de Gerace

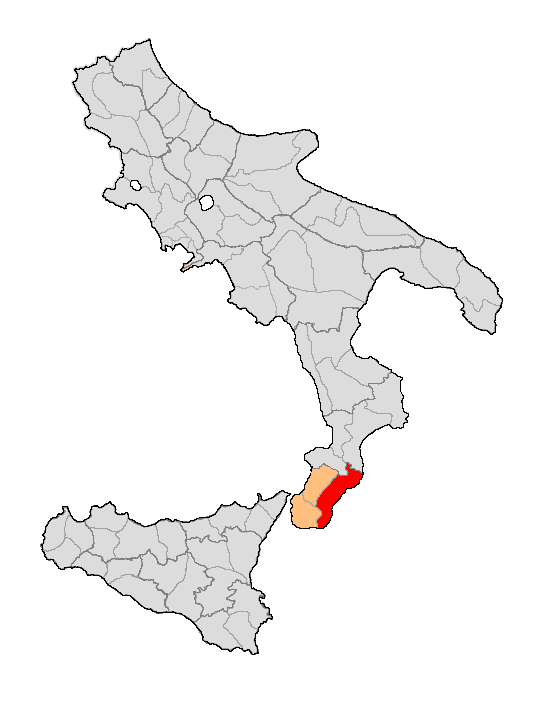
Carte du District de Gerace

Le district de Gerace est une subdivision administrative du royaume de Naples et ensuite du royaume des Deux-Siciles. De 1806 à 1816, elle fait partie de la province de Calabre ultérieure, puis de 1816 à 1860 de la province de Calabre ultérieure première.

## Création et suppression
Le district de Gerace est créé par la loi no 132 de 1806 portant sur la division et l'administration des provinces du royaume de Naples. Elle est officialisée le 8 août de cette année par Joseph Bonaparte. Le district disparait à la suite de l'occupation garibaldine et à l'annexion au royaume de Sardaigne en 1860. Le district voisin est le district de Palmi.

## Subdivisions administratives
Le district est divisé en plusieurs entités administratives. L'entité directement inférieure est celle de circondario qui à son tour est divisé en communes qui peuvent à leur tour être divisés en villages.
Le district de Gerace possède dix circondari :
- Circondario de Gerace : Gerace, Antonimina, Canolo, Ciminà, Sant'Ilario dello Ionio et Portigliola
- Circondario de Siderno : Siderno et Agnana Calabra
- Circondario d'Ardore : Ardore, Benestare, Bovalino, Careri et Platì
- Circondario de San Luca : San Luca, Bianco, Caraffa del Bianco, Casignana et Samo
- Circondario de Stilo : Stilo, Bivongi, Camini, Monasterace, Pazzano, Riace et Stignano
- Circondario de Staiti : Staiti, Brancaleone, Bruzzano Zeffirio, Ferruzzano et Palizzi
- Circondario de Castevetere (actuel Caulonia) : Caulonia, Placanica et Roccella Ionica
- Circondario de Gioiosa : Gioiosa Ionica et Martone
- Circondario de Grotteria : Grotteria et San Giovanni di Gerace
- Circondario de Mammola : Mammola.

En 1839, le district de Gerace compte 87 860 habitants.

## Administration
| Période                                  | Période   | Identité         | Étiquette | Qualité |
| ---------------------------------------- | --------- | ---------------- | --------- | ------- |
| Les données manquantes sont à compléter. |           |                  |           |         |
| ?                                        | juin 1847 | Ignazio Romeo    |           |         |
| juin 1847                                | ?         | Antonio Bonafede |           |         |
| Les données manquantes sont à compléter. |           |                  |           |         |

## Personnalités liées
- Les Cinq Martyrs de Gerace dont faisait partie Rocco Verduci.

### Crédits de traduction
- (it) Cet article est partiellement ou en totalité issu de l’article de Wikipédia en italien intitulé « Distretto di Gerace » (voir la liste des auteurs).

### Articles liés
- Royaume des Deux-Siciles
- Calabre ultérieure première
- Province de Reggio de Calabre